# Hlotse

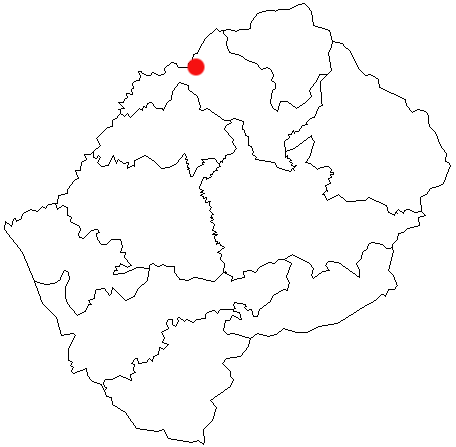
Hlotse utmärkt på en karta över Lesotho

Hlotse (även Leribe) är en stad i Lesotho, centralort i distriktet Leribe.

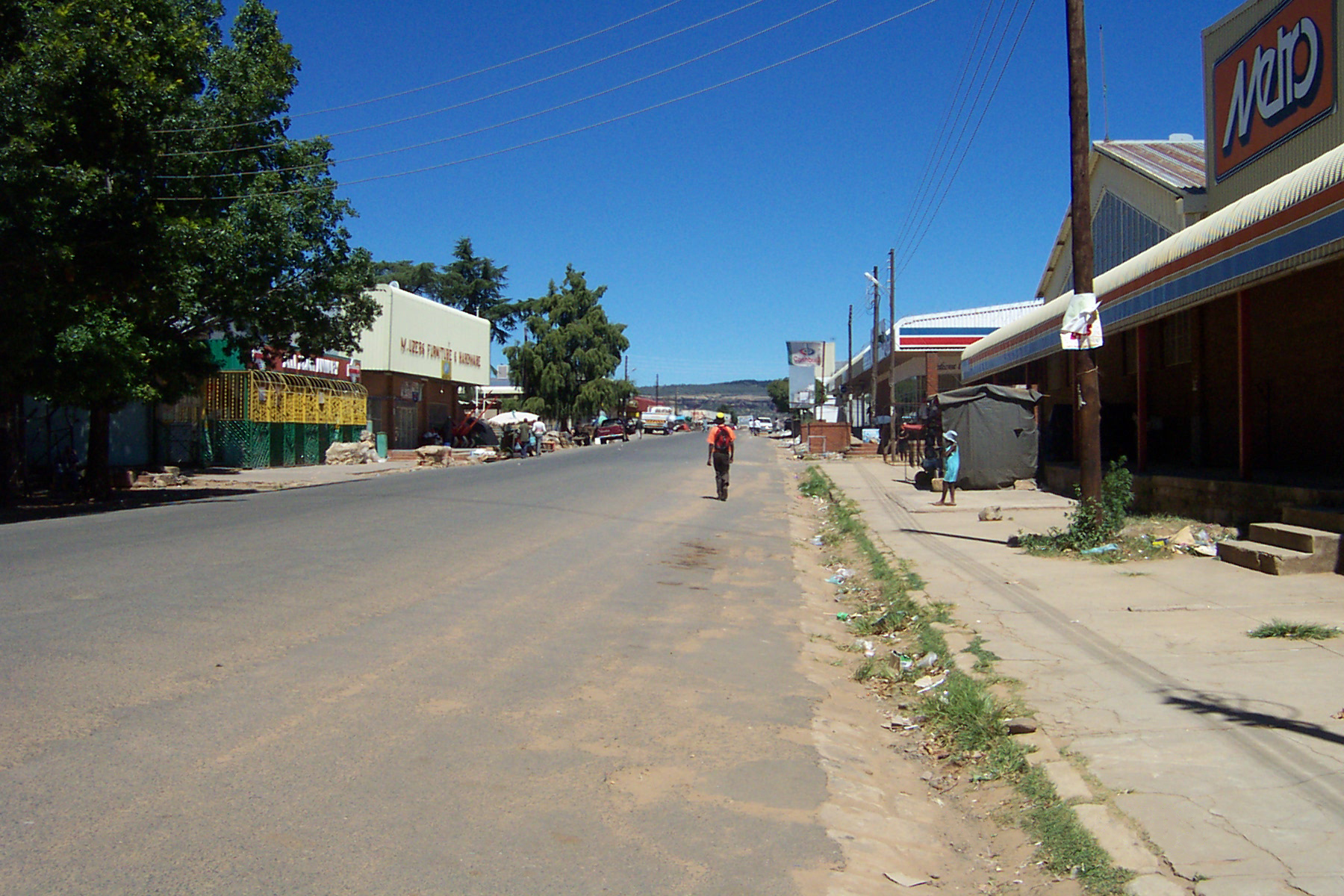
Centrala Hlotse